# Rivalta sul Mincio
Rivalta sul Mincio è una frazione del comune italiano di Rodigo, in provincia di Mantova.

## Geografia fisica
L'ambiente naturale in cui Rivalta è immersa costituisce una caratteristica fondamentale del paese stesso. Essa infatti si integra perfettamente con il Parco del Mincio, di cui è attivo il Centro Parco del Mincio, proprio a Rivalta, sulle rive del fiume omonimo. La palude, parzialmente bonificata mediante la costruzione di canali, rappresenta un'eccezionale riserva faunistica e contiene una gran varietà di piante e specie vegetali.
Annesso al Centro Parco del Mincio è presente il Museo etnografico dei mestieri del fiume, che mira a raccogliere e preservare le vecchie tradizioni fluviali e di sostentamento della zona, ed un ostello della gioventù che può ospitare gruppi, comitive e famiglie in riva al Mincio.

### Meteorologia
A Rivalta sul Mincio è attiva una stazione meteo gestita in collaborazione con il Centro Meteorologico Lombardo.

## Origine del nome
Il paese fa parte della Provincia di Mantova, e non è da confondersi con le omonime Rivalta presenti in altre regioni.
Il suo nome probabilmente deriva dalla sua posizione geografica: lungo la riva più alta del Fiume Mincio, il quale è sempre stato l'elemento caratterizzante del paese stesso.

## Società

### Evoluzione demografica
Pur essendo frazione di Rodigo, è Rivalta sul Mincio il centro abitato più popoloso del comune. Infatti la sua popolazione alla fine del 2016 è di 2.984 abitanti, contro i 2.053 di Rodigo, mentre le altre frazioni della zona non superano i 248 abitanti di Fossato.

## Economia
Originariamente la popolazione rivaltese era totalmente dedita al fiume. Infatti dal Mincio si ricavava tutta l'economia del paese. La pesca era un autentico pilastro. Seguiva la raccolta del carice, con il quale venivano impagliate le sedie, e delle canne palustri, utilizzate per fare le arelle. Si capisce quindi come l'ambiente palustre caratterizzasse l'intero paese.
Il fiume non da più sostentamento diretto, ma offre una piccola attrazione turistica grazie alla creazione del Centro Parco del Mincio. Sono attive a Rivalta alcune aziende di navigazione turistica che fanno capo a Corte Mincio per proporre (da marzo a novembre) escursioni sul fiume e fino alle porte di Mantova sul Lago Superiore. Esiste anche la possibilità di visitare il fiume con l'utilizzo di kayak e canoe canadesi, disponibili per l'affitto/noleggio presso Corte Mincio. Nei mesi estivi si organizzano escursioni guidate all'imbrunire e serali in corrispondenza del plenilunio; inoltre ogni anno Rivalta ospita 3 raduni-meeting canoistici a fine giugno, primi di settembre e inizio ottobre.
L'economia locale si basa essenzialmente sull'agricoltura (con produzioni cerealicole e la coltivazione del melone) e sugli allevamenti di suini e di bovini da latte e carne.

## Infrastrutture e trasporti
Storicamente raggiunta per via fluviale, Rivalta è servita dalla strada provinciale n.23 Castellucchio-Goito e dalla strada provinciale n.1 Asolana.
Il servizio di collegamento con Mantova è costituito da autocorse svolte dall'APAM; in passato, fra il 1886 e il 1933, era attiva una stazione lungo la tranvia Mantova-Asola, situata nei pressi dell'attuale fermata degli autobus.